# Plamen Jurukow
Plamen Ljubenow Jurukow (bulgarisch Пламен Любенов Юруков; * 9. Mai 1964 in Sofia) ist ein bulgarischer Politiker und Geschäftsmann. Zwischen 15. Juli 2007 und 21. Dezember 2008 war er Parteivorsitzender der Union der Demokratischen Kräfte (UDK). Er spricht außerdem französisch, englisch und russisch.
Er wurde 2007 zum Vorsitzenden der Union der Demokratischen Kräfte gewählt. Er kandidierte 2008 jedoch nicht bei den von ihm initiierten ersten innerparteilichen Wahlen per Urabstimmung aller Parteimitglieder für einen neuen Vorsitzenden, sondern unterstützte die Kandidatur von Rumen Christow. Als Martin Dimitrow die Abstimmung gewann, kündigte er an, gegen die Wahl gerichtlich vorzugehen.
2009 versuchte er nach einer Panne des Sofioter Amtsgerichts die UDK gegen den Willen und Beschluss der neuen Parteiführung als Teil einer Koalition mit anderen konservativen Parteien für die Wahlen zum Europäischen Parlament zu registrieren. Dies konnte geschehen, weil das Sofioter Amtsgericht immer noch (stand 15. Mai 2009) die Registrierung der neuen Parteiführung verweigerte. Nach diesem Vorgehen seitens Jurukows und seiner Mitstreiter wurden sie am 4. Mai 2009 aus der Partei ausgeschlossen.
Im Februar 2011 gründete Jurukow die Partei Wille, Verantwortung, Toleranz – Konservative (aus dem bulg.: „Воля, отговорност, толерантност – консерватори“ kurz ВОТ/dt. WOT), deren Vorsitzender er auch ist.